# Эшен (Па-де-Кале)
Эшен (фр. Heuchin) — коммуна во Франции, регион О-де-Франс, департамент Па-де-Кале, округ Аррас, кантон Сен-Поль-сюр-Тернуаз. Расположена в 51 км к северо-западу от Арраса и в 29 км к западу от Бетюна, на обоих берегах реки Фоле.
Население (2018) — 514 человек.

## Достопримечательности
- Церковь Святого Мартина XII века
- Развалины средневекового замка

## Экономика
Уровень безработицы (2017) — 13,5 % (Франция в целом — 13,4 %, департамент Па-де-Кале — 17,2 %). 

Среднегодовой доход на 1 человека, евро (2018) — 18 290 (Франция в целом — 21 730, департамент Па-де-Кале — 19 200).

## Демография
Динамика численности населения, чел.

## Администрация
Администрацию Эшена с 2020 года возглавляет Паскаль Лефевр (Pascal Lefebvre).
| Период | Период | Фамилия        | Партия | Примечания                            |
| ------ | ------ | -------------- | ------ | ------------------------------------- |
| 1990   | 2006   | Шарль Делер    |        | член Генерального совета департамента |
| 2006   | 2020   | Бертран Вас    |        |                                       |
| 2020   |        | Паскаль Лефевр |        |                                       |